# 照葉大吊橋

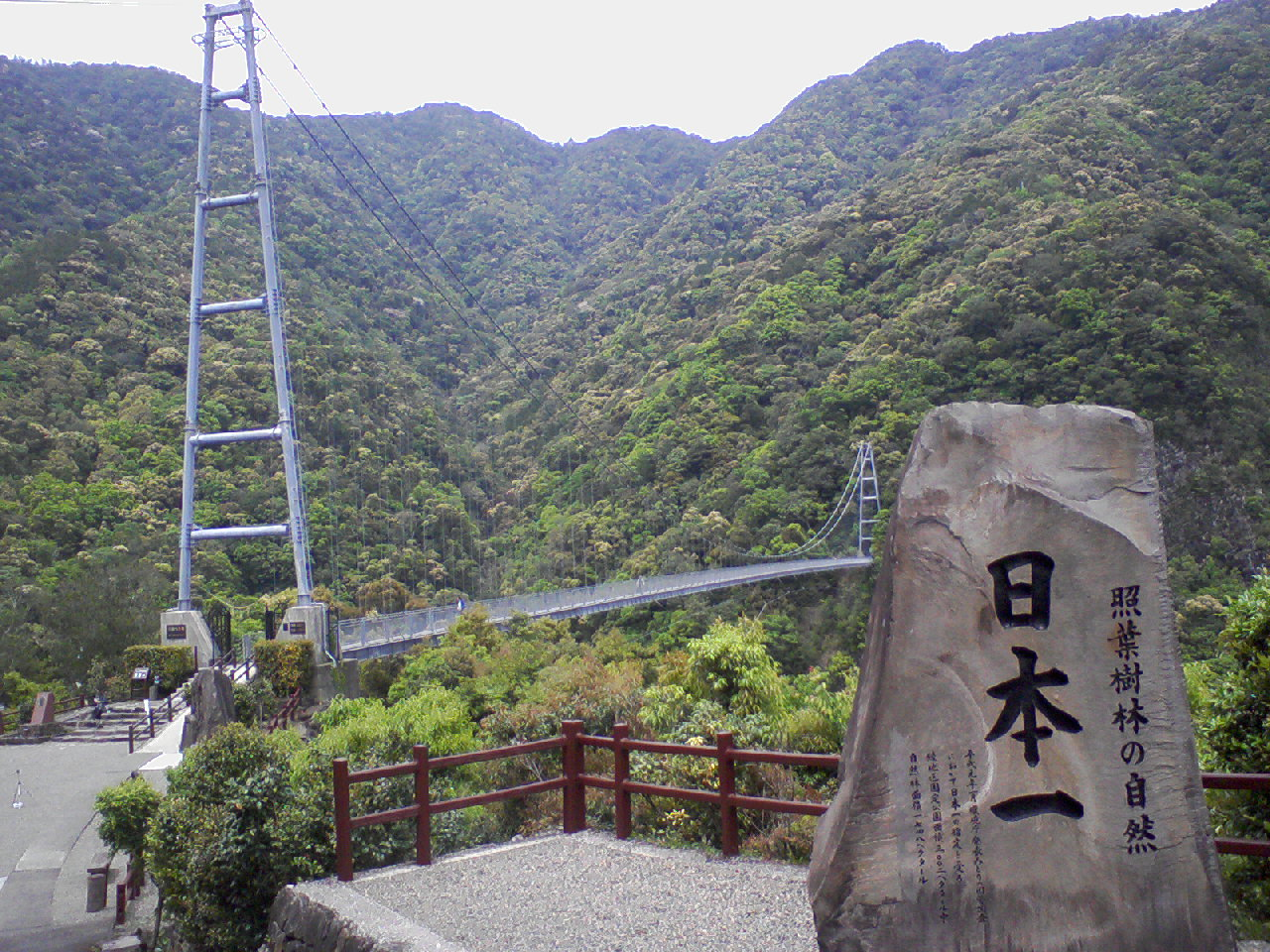
照葉大吊橋（架け替え前）

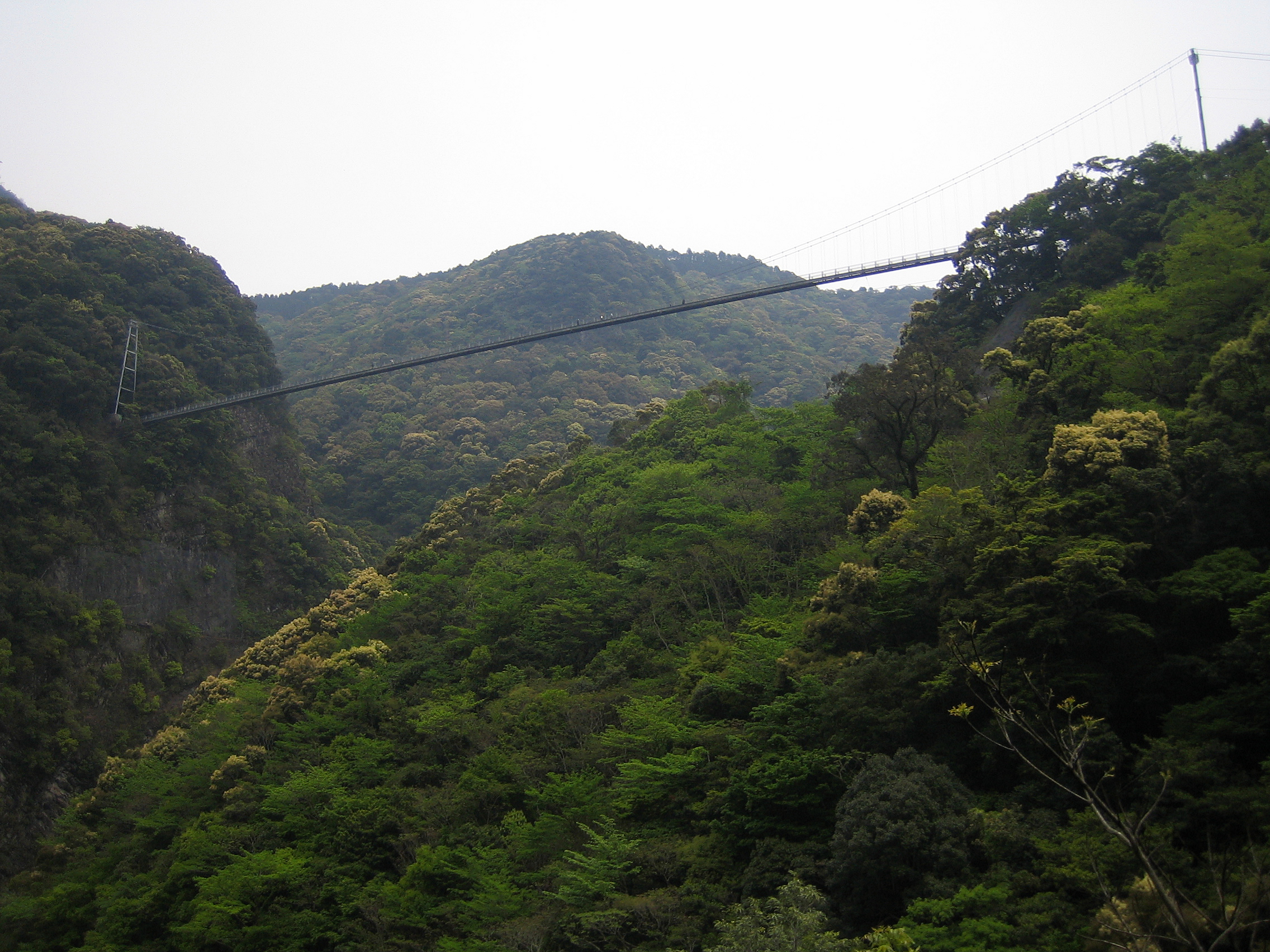
遠景

照葉大吊橋（てるはおおつりばし、綾の照葉大吊橋）は、宮崎県東諸県郡綾町の本庄川（綾南川、大淀川の支流）に架かる吊橋。土木学会デザイン賞 2004 優秀賞 受賞。

## 概要
照葉樹林一帯が九州中央山地国定公園に指定された後の1984年3月28日に架橋された、長さ250.0m、高さ142.0mの歩行者専用の鋼製の長経間2ヒンジ補剛吊橋である。高さ142.0mは歩行者専用の吊橋としては日本で2番目（2006年10月に大分県玖珠郡九重町の九重"夢"大吊橋（高さ173.0m）に破られた）の高さを誇り、吊橋の近辺にはそれぞれ｢歩く吊橋 世界一｣・｢照葉樹林の自然 日本一｣と彫られた石碑がある。その絶景から絵はがきで紹介されることが多い。
2010年10月より老朽化のため、総事業費約3億2000万円をかけて架け替え工事に着工。完成は当初予定は2011年3月であったが、2本の主塔も造り替えたため工期が延び同年10月5日に1年ぶりの開通となった。橋の規模は以前と同じだが足場の一部を網状にして、下を見通せるようにし、スリル感が増している。

### 主要設計
- 形式：長経間2ヒンジ補剛吊橋（鋼製）
- 竣工：1984年（昭和59年）3月28日
- 長さ：250.0m
- 高さ：142.0m
- 幅：1.2m
- 主塔の高さ：28.0m
- メインケーブル：直径50.0mm×4本

## 交通

### 電車・バス
- JR日豊本線南宮崎駅（宮崎交通宮交シティバスセンター）：宮崎交通バス綾待合所行で約1時間・終点下車、タクシーで15分

### 車
- 宮崎自動車道高原IC：国道268号を宮崎方面へ約1時間